# کیارا کاینرو
کیارا کاینرو (ایتالیایی: Chiara Cainero؛ زادهٔ ۲۴ مهٔ ۱۹۷۸) یک تیرانداز اهل ایتالیا است.
از افتخارات وی می‌توان به کسب مدال طلا تیراندازی در بخش اسکیت در بازی‌های المپیک تابستانی ۲۰۰۸ اشاره کرد.

## نتایج در المپیک‌ها
| سال  | مسابقات                      | محل برگزاری   | جایگاه | رویداد            | یادداشت        |
| ---- | ---------------------------- | ------------- | ------ | ----------------- | -------------- |
| ۲۰۰۴ | بازی‌های المپیک تابستانی ۲۰۰۴ | آتن           | هشتم   | اسکیت (تیراندازی) |                |
| ۲۰۰۸ | بازی‌های المپیک تابستانی ۲۰۰۸ | پکن           | اول    | اسکیت (تیراندازی) | (رکورد المپیک) |
| ۲۰۱۲ | بازی‌های المپیک تابستانی ۲۰۱۲ | لندن          | پنجم   | اسکیت (تیراندازی) |                |
| ۲۰۱۶ | بازی‌های المپیک تابستانی ۲۰۱۶ | ریو دو ژانیرو | دوم    | اسکیت (تیراندازی) |                |